# 鹿児島市立福平中学校
鹿児島市立福平中学校（かごしましりつ ふくひらちゅうがっこう 英語: Fukuhira Junior High School）は、鹿児島県鹿児島市平川町にある市立中学校。略称「福中」（フクチュウ）。

## 概要
- 市町村合併で新・鹿児島市が誕生するまでは、鹿児島市で一番南にある中学校だった。
- 平成31年4月8日現在の生徒数は453名で、各学年4学級と、減少傾向にある。

## 校区
- 鹿児島市立福平小学校
- 鹿児島市立平川小学校

## 沿革
- 1947年（昭和22年）4月20日 - 谷山町立第四中学校として開校。
- 1949年（昭和24年）4月1日 - 谷山町立福平中学校に改称
- 1967年（昭和42年）4月29日 - 谷山市が鹿児島市と合併し、鹿児島市立福平中学校に改称。

## 部活動
- ソフトテニス（男・女）
- バスケットボール（男・女）
- バレーボール（男・女）
- 野球
- サッカー
- 剣道
- 弓道
- 吹奏楽
- 美術
- 技術
- 空手同好会
- 水泳同好会

## 卒業後の進路
- 鹿児島市内及びその近郊の公立・私立高等学校などに進学する。